# St. Martin (Worms)

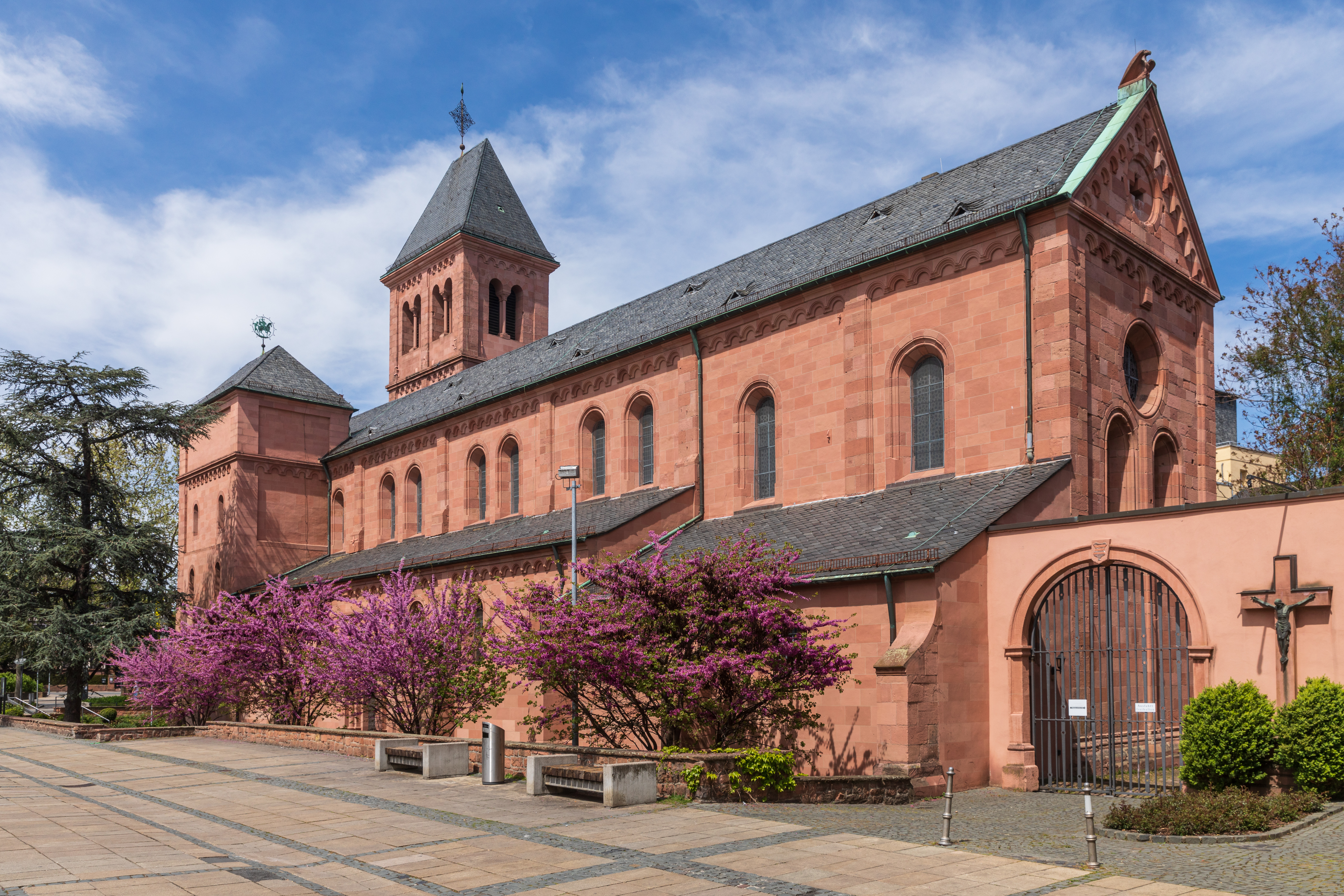
St. Martin zu Worms

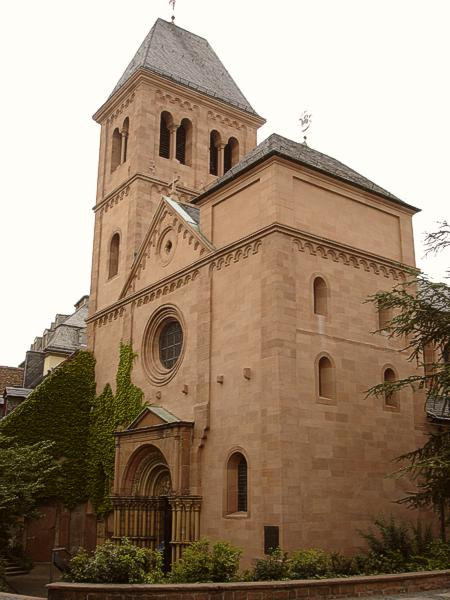
Westwerk mit Portal

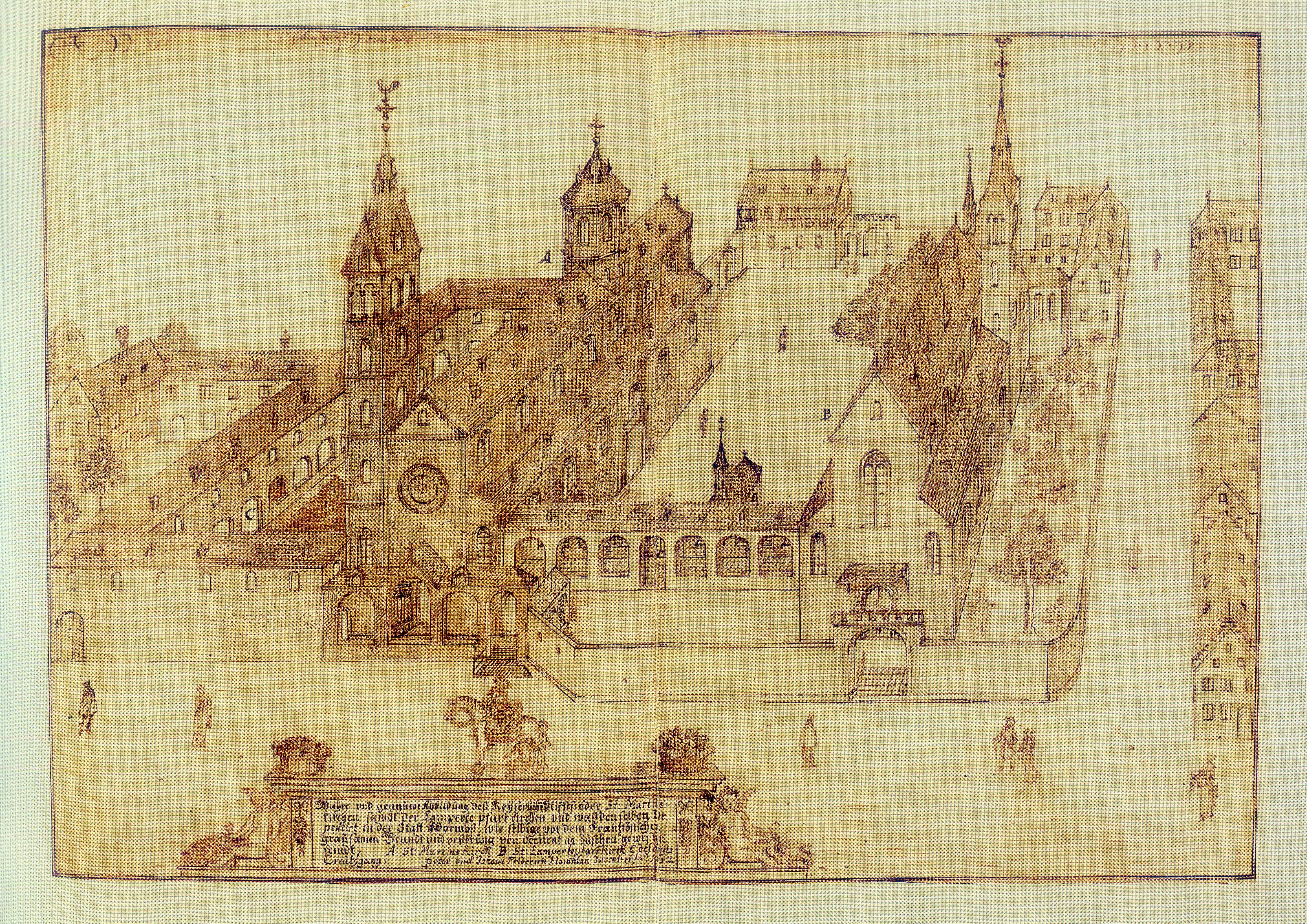
Die Kirchen St. Martin und St. Lambertus, Zustand vor 1689; Zeichnung von Peter Hamman, 1692.

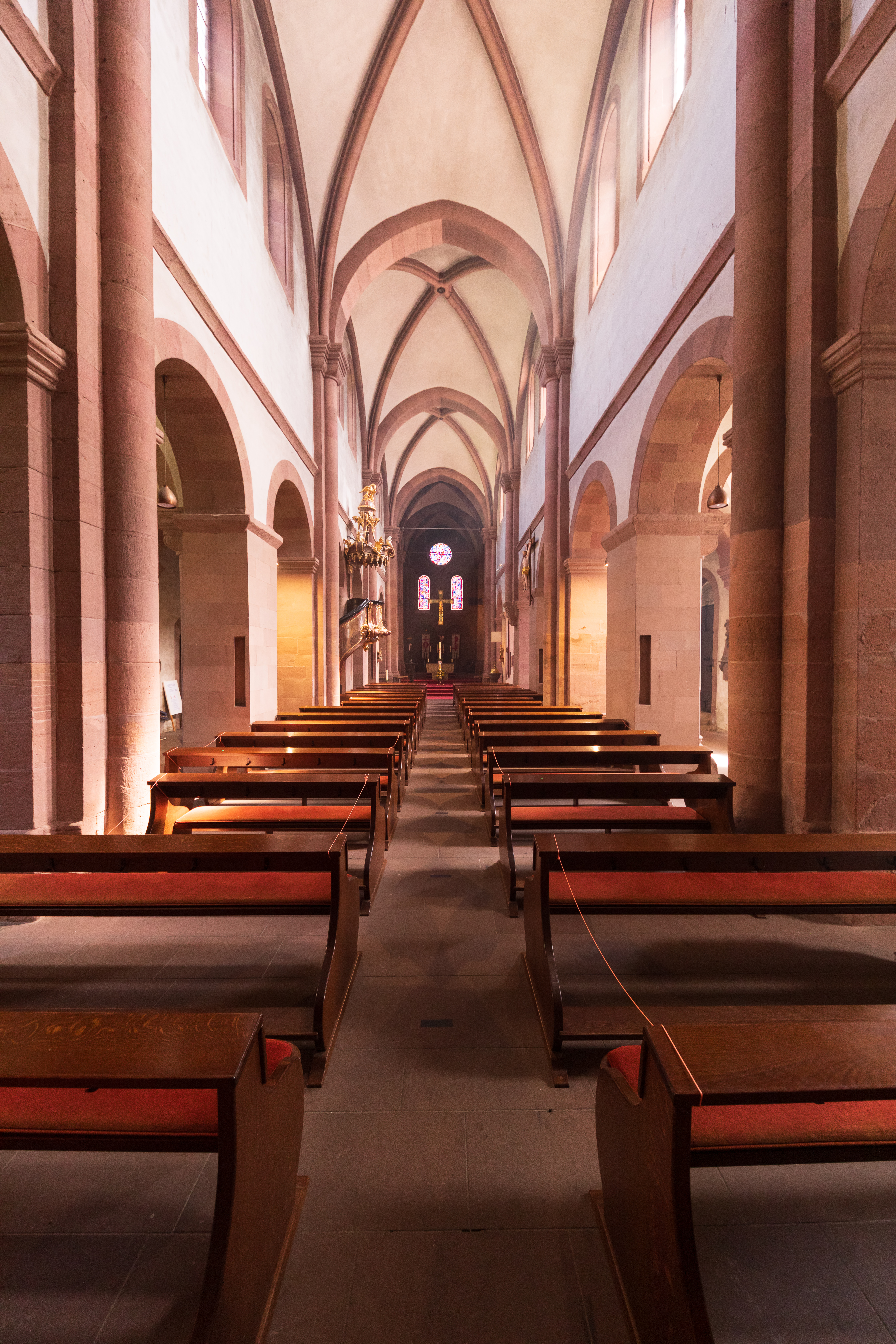
Das Hauptschiff der Basilika

St. Martin ist eine romanische Basilika in Worms.

## Geografische Lage
St. Martin liegt am Ludwigsplatz im Norden der Altstadt von Worms.

## Geschichte
Die Kirche ist dem heiligen Martin von Tours geweiht, der als römischer Soldat im 4. Jahrhundert in Worms vor einer Schlacht gegen die Germanen den Wehrdienst verweigerte. Der Legende nach steht die Kirche an der Stelle des Kerkers, in den Martin wegen seiner Kriegsdienstverweigerung geworfen wurde. Die älteste Erwähnung der Kirche hat sich in einer Schenkungsurkunde Kaiser Ottos III. vom Ende des 10. Jahrhunderts erhalten. Die Kirche diente als Stiftskirche des gleichnamigen Kollegiatstifts. Sie war auch eine frühe Grablege der Kämmerer von Worms und deren bekanntestem Familienzweig, derer von Dalberg, deren beide Stadthöfe in unmittelbarer Nähe in der Kämmerergasse lagen.
Die Kirche wurde im Pfälzischen Erbfolgekrieg durch Truppen König Ludwig XIV. schwer beschädigt, fast die gesamte Ausstattung ging verloren. Der Wiederaufbau erfolgte im Stil des Barock.
1802 wurde das Martinsstift mit dem Reichsdeputationshauptschluss aufgelöst, das Kirchengebäude dann bis heute als römisch-katholische Pfarrkirche weiter genutzt.
Unter dem Stadtpfarrer und Wormser Ehrenbürger Nikolaus Reuß (1809–1890) erfolgte zwischen 1872 und 1887 eine Innen- und Außenrenovierung. Dabei wurden im Innern mittelalterliche Wandmalereien entdeckt und im Zuge der Maßnahme restauriert. Den barocken Hochaltar ersetzte ein neuer, in neoromanischem Stil. Die Innenraumgestaltung des späten 19. Jahrhunderts wurde durch eine Ausmalung von Otto Linnemann vollendet, die heute nicht mehr vorhanden ist.
Bei den Luftangriffen auf Worms vom 4. Oktober 1943 und 21. Februar 1945 wurde die Martinskirche erneut schwer beschädigt. Der Wiederaufbau erfolgte 1946/47. 1950 wurde die spätgotische Vorhalle, die die Martinskirche und die ursprünglich benachbarte Lambertuskirche verband, abgebrochen.

## Bauwerk

### Gebäude
Der ottonische Bau wurde im 13. Jahrhundert in spätromanischem Stil umgebaut und eingewölbt. Die Neuweihe erfolgte 1265. Der Bau orientierte sich am Vorbild des Wormser Doms. Er ist eine dreischiffige Basilika mit neun Jochen. Die Kirche hatte nie mehr als einen Turm. Ob ursprünglich eine Doppelturmfassade geplant war, ist umstritten. St. Martin besitzt drei Portale. Das Südportal zum Ludwigsplatz und das Nordportal, das zum Innenhof, wo früher der Kreuzgang lag, führt, sind spätromanisch, das Westportal frühgotisch. Der Zugang erfolgt heute über das Nordportal.
Die Außenrenovierung der Martinskirche ist heute weitgehend abgeschlossen. Um sie zu finanzieren, wurde 2006 ein Förderverein gegründet.

### Ausstattung
Die heutige Ausstattung stammt überwiegend aus der Nachkriegszeit, die Buntglasfenster von Heinz Hindorf 1967, ein Altar von Gustav Nonnenmacher 1968 und das Triumphkreuz von Hans-Michael Kissel 1969.
Orgel
Im Oktober 2012 wurde eine neue Orgel eingeweiht. Das Instrument stammt von dem Orgelbauer Martin Vier (Friesenheim). Es befindet sich auf der Westempore in zwei Gehäusekörpern, jeweils an der Süd- und Nordwand, damit der Blick auf die West-Rosette frei bleibt.
| I Hauptwerk C–g3 |                |       |  |
| 1.               | Bourdon        | 16′   |  |
| 2.               | Prinzipal      | 8′    |  |
| 3.               | Viola di Gamba | 8′    |  |
| 4.               | Cornett V      | 8′    |  |
| 5.               | Gedackt        | 8′    |  |
| 6.               | Oktave         | 4′    |  |
| 7.               | Hohlflöte      | 4′    |  |
| 8.               | Quinte         | 2 ⁄3′ |  |
| 9.               | Superoktave    | 2′    |  |
| 10.              | Mixtur III     | 1 ⁄3′ |  |
| 11.              | Trompete       | 8′    |  |

| II Schwellwerk C–g3 |                 |        |  |
| 12.                 | Prinzipalflöte  | 8′     |  |
| 13.                 | Harfenprinzipal | 8′     |  |
| 14.                 | Salicional      | 8′     |  |
| 15.                 | Vox coelestis   | 8′     |  |
| 16.                 | Traversflöte    | 4′     |  |
| 17.                 | Viola d’amore   | 4′     |  |
| 18.                 | Blockflöte      | 2′     |  |
| 19.                 | Nazard          | 2 ⁄3′  |  |
| 20.                 | Tierce          | 1 3⁄5′ |  |
| 21.                 | Oboe            | 8′     |  |
|                     | Tremulant       |        |  |

| Pedal C–f1 |                        |     |
| 22.        | Subbass (= Nr. 1)      | 16′ |
| 23.        | Oktavbass (= Nr. 2)    | 8′  |
| 24.        | Cello (= Nr. 3)        | 8′  |
| 25.        | Choralbass (= Nr. 6)   | 4′  |
| 26.        | Flötbass (= Nr. 7)     | 4′  |
| 27.        | Trompetbass (= Nr. 11) | 8′  |

- Koppeln: II/I, I/P, II/P